# Gaston County
Gaston County ist ein County im US-Bundesstaat North Carolina der Vereinigten Staaten. Im Jahr 2000 hatte das County 190.365 Einwohner und eine Bevölkerungsdichte von 206 Einwohnern pro Quadratkilometer. Der Verwaltungssitz (County Seat) ist Gastonia.

## Geographie
Das County liegt im Südwesten von North Carolina, grenzt im Süden an South Carolina und hat eine Fläche von 942 Quadratkilometern, wovon 19 Quadratkilometer Wasserfläche sind. Es grenzt im Uhrzeigersinn an folgende Countys: Lincoln County, Mecklenburg County und Cleveland County.
Gaston County ist in sechs Townships aufgeteilt: Cherryville, Crowders Mountain, Dallas, Gastonia, Riverbend und South Point.

## Geschichte
Gaston County wurde am 21. Dezember 1846 aus Teilen des Anson County gebildet. Benannt wurde es, ebenso wie die Bezirkshauptstadt Gastonia, nach William Gaston, einem Mitglied im Kongress der Vereinigten Staaten und Richter am Supreme Court of the United States.

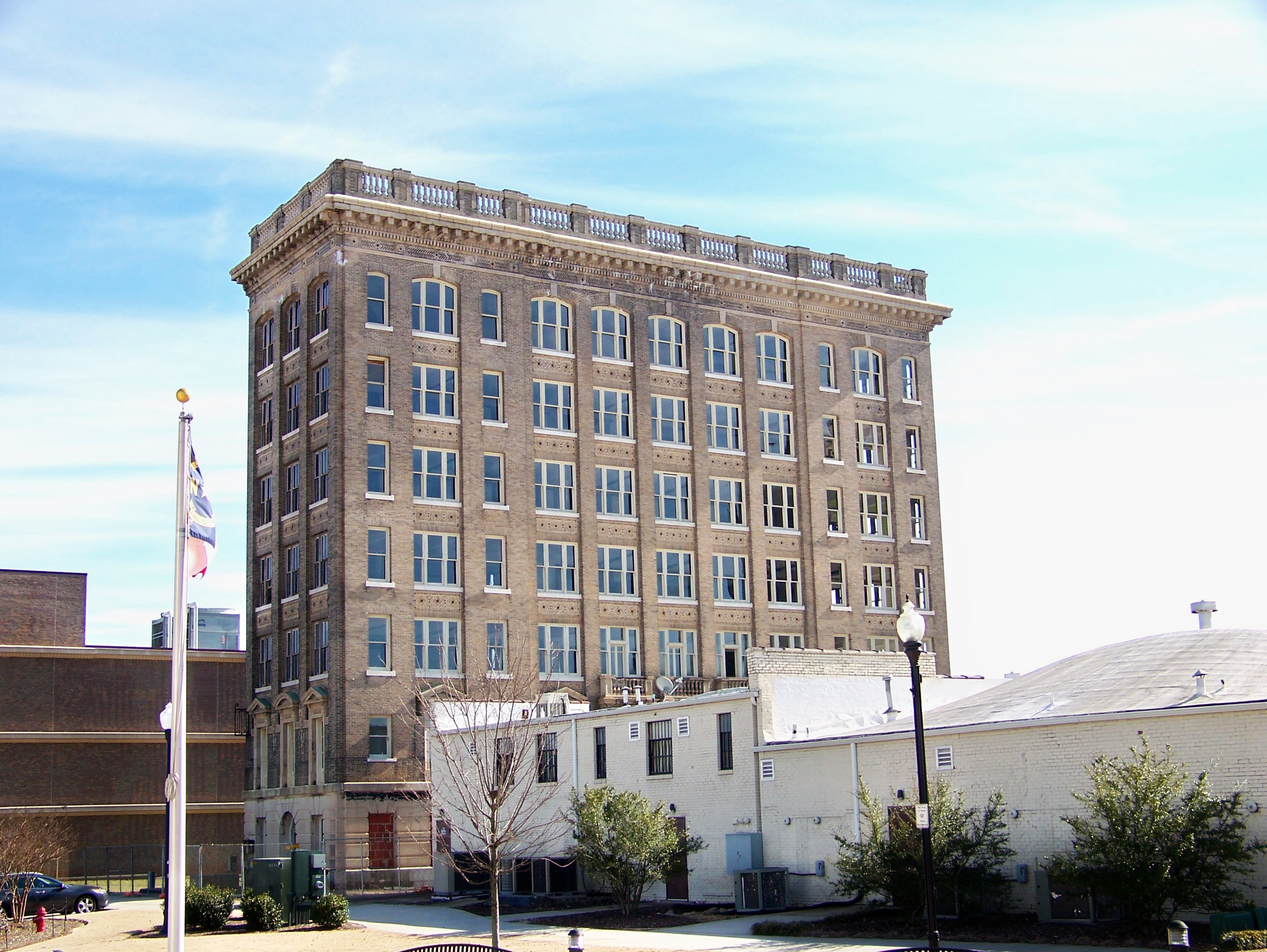
Das First National Bank Building (2014) ist einer von 30 Einträgen des Countys im National Register of Historic Places.

30 Bauwerke und Stätten des Countys sind insgesamt im National Register of Historic Places eingetragen (Stand 2. März 2018).

## Demographie
Nach der Volkszählung im Jahr 2000 lebten im Gaston County 190.365 Menschen. Davon wohnten 3.091 Personen in Sammelunterkünften, die anderen Einwohner lebten in 73.936 Haushalten und 53.307 Familien. Die Bevölkerungsdichte betrug 206 Einwohner pro Quadratkilometer. Ethnisch betrachtet setzte sich die Bevölkerung zusammen aus 82,98 Prozent Weißen, 13,87 Prozent Afroamerikanern, 0,28 Prozent amerikanischen Ureinwohnern, 0,95 Prozent Asiaten, 0,03 Prozent Bewohnern aus dem pazifischen Inselraum und 1,03 Prozent aus anderen ethnischen Gruppen; 0,87 Prozent stammten von zwei oder mehr Ethnien ab. 3,00 Prozent der Bevölkerung waren spanischer oder lateinamerikanischer Abstammung.
Von den 73.936 Haushalten hatten 32,0 Prozent Kinder unter 18 Jahren, die bei ihnen lebten. 54,2 Prozent davon waren verheiratete, zusammenlebende Paare, 13,2 Prozent waren allein erziehende Mütter und 27,9 Prozent waren keine Familien. 23,3 Prozent waren Singlehaushalte und in 8,8 Prozent lebten Menschen mit 65 Jahren oder älter. Die Durchschnittshaushaltsgröße betrug 2,53 und die durchschnittliche Familiengröße war 2,97 Personen.
24,6 Prozent der Bevölkerung waren unter 18 Jahre alt. 8,2 Prozent zwischen 18 und 24 Jahre, 31,0 Prozent zwischen 25 und 44 Jahre, 23,5 Prozent zwischen 45 und 64, und 12,6 Prozent waren 65 Jahre alt oder Älter. Das Durchschnittsalter betrug 36 Jahre. Auf alle weibliche Personen kamen 93,7 männliche Personen. Auf alle Frauen im Alter von 18 Jahren oder darüber kamen 90,7 Männer.
Das jährliche Durchschnittseinkommen eines Haushalts (Median) betrug 39.482 US-$, das Durchschnittseinkommen einer Familie 46.271 $. Männer hatten ein durchschnittliches Einkommen von 33.542 $, Frauen 23.876 $. Das Prokopfeinkommen betrug 19.225 $. 10,9 Prozent der Bevölkerung und 8,3 Prozent der Familien lebten unterhalb der Armutsgrenze. Darunter waren 14,5 Prozent der Kinder und Jugendlichen unter 18 Jahren und 11,1 Prozent der Personen ab 65 Jahren.